# Vallehermoso (Negros Oriental)
Vallehermoso ist eine philippinische Gemeinde in der Provinz Negros Oriental. Sie hat 38.259 Einwohner (Zensus 1. August 2015).

## Baranggays
Vallehermoso ist politisch in 15 Barangays unterteilt.
- Bagawines
- Bairan
- Don Espiridion Villegas
- Guba
- Cabulihan
- Macapso
- Malangsa
- Molobolo
- Maglahos
- Pinocawan
- Poblacion
- Puan
- Tabon
- Tagbino
- Ulay

## Söhne und Töchter
- Daniel Patrick Parcon (* 1962), Bischof von Talibon